# Pečovnik
Pečovnik (pronuncia [pɛtʃɔu̯ˈniːk]) è un insediamento (naselje) di 259 abitanti, della municipalità di Celje nella regione della Savinjska in Slovenia.
L'area faceva tradizionalmente parte della regione storica della Stiria, ora invece è inglobata nella regione della Savinjska.